# پولاریس (آلبوم استراتواریوس)
«پولاریس» آلبومی از استراتوواریوس است که در ۲۶ مه ۲۰۰۹ منتشر شد.